# 新・熱中時代宣言
『新・熱中時代宣言』（しん ねっちゅうじだいせんげん）は、1986年4月5日から8月16日まで、日本テレビ系列の「土曜グランド劇場」枠で放送されたテレビドラマである。放送時間は、毎週土曜21:00 - 21:54 (JST) 。全20話。

## 概要
三本木中学の新米女性教師が次第に成長していく姿を中心に、生徒やその家族を描く学園ドラマ。『新・熱中時代宣言』の番組タイトルの通り、企画の根本は『熱中時代』がベースとなっているが、実際の作品では設定も世界観も同作とは全く無関係のものとなっている。

## 出演
- 雨傘久美子 - 榊原郁恵
- 雨傘しのぶ - 伊藤麻衣子 （DJ「明日香ユメコ」のもう一つの顔も持つ）
- 雨傘静 - 中村れい子
- 雨傘和美 - 高橋香織
- 雨傘次郎 - 嶋英二
- 小俣隆之 - 南條豊
- 三浦修司 - 小林宏史
- 健作・竜太 - パワーズ（須間一弥・小田進也）
- 高部慎一 - 船越英一郎
- 板倉聡子 - 松本留美
- 三浦たつ - 中原早苗
- 米倉先生 - 高田純次
- 串木野先生 - 新井康弘
- 塩田先生 - もたいまさこ
- 大村先生 - 桂三木助
- 島岡先生 - 蟹江敬三
- 竹本教頭先生 - 牟田悌三
- 校長先生 - 酒井広
- 雨傘正茂 - 松崎しげる

- 雨傘松江 - 三ツ矢歌子
- 雨傘辰三 - 小林亜星
- 山田康雄
- 兵藤ゆき
- 荒井注
- 石丸謙二郎
- 高橋良明
- 可愛かずみ
- 今井誠三 - 宍戸錠
- 日和新三郎 - 木田三千雄
- 伸江 - 麻丘めぐみ
- 吉田トメ - 滝奈保栄
- 中山弘 - 大友龍三郎
- 田中久美
- 菊岡正 - 大沢樹生
- 矢吹純 - 内海光司
- 桜井ゆき - 山本ゆかり
- 若松圭太 - 江端郁世
- 市山 - 矢野泰二
- 板倉緑 - 森田まゆみ
- 篠沢智加 - 柴山智加
- 宮本信樹
- 千葉美加
- 佐藤美樹晴
- 朝日嘉昭
- 池田進

- りえ - 今井りえ
- 江崎有美 - 江崎有美
- みゆき - 小澤みゆき
- 川上康明
- 良子 - 榎美咲
- 小堀一美
- 木下由雄
- 倉本 - 草間忠宏
- 真理子 - 沢田真理子
- 斉藤喜之 - 斉藤喜之
- 塩月徳子
- 坂本博道
- 田口龍子
- 間崇史 - 間崇史
- 長沢いずみ - 長沢いずみ
- 長谷川真由美
- 花井直孝
- 浜地美華
- 平井力
- 藤江幸子
- 山崎恵子 - 山崎恵子
- 山本直子

- 若松君江（圭太の母） - 木村有里
- 若松圭一郎（圭太の父） - 北村総一朗
- 江崎伸子（有美の母） - 泉晶子
- 篠沢節子（智加の母） - 入江若葉
- 菊岡ミカ（正の妹） - 児島麻理子
- 菊岡寿子（正とミカの母） - 白川和子
- 矢吹丈太郎（純の父） - 清水章吾
- 渡辺紀子
- 1986オメガトライブ（特別出演）

## スタッフ
- 制作：田中知己（日本テレビ）
- 脚本：布勢博一、水島総、奥村俊雄
- 演出：田中知己、小松伸生、西本淳一、結城章介、小葉松慎
- プロデューサー：小杉義夫（日本テレビ）、荒木功（ユニオン映画）
- 監修：遠藤豊吉、椎谷拓一
- 音楽：大谷和夫
- 音楽ディレクター：鈴木清司
- 効果：倉橋静男
- 演出補：西本淳一、吉田使憲、岡島明
- プロデュース補：内堀雄三
- 制作協力：ユニオン映画
- 技術協力：生田スタジオ
- 製作・著作：日本テレビ

## 主題歌
- 「君は1000%｣
作詞：有川正沙子／作曲：和泉常寛／編曲：新川博
歌：1986オメガトライブ
レコード会社：Vap

アレンジは、ラストのサビとアウトロがレコード音源と異なる。

## サブタイトル
| 話数   | サブタイトル                  | 放送日        | 脚本             | 演出                                    |
| ------ | ----------------------------- | ------------- | ---------------- | --------------------------------------- |
| 第1話  | 先生のバストはEカップ!?       | 1986年 4月5日 | 布勢博一         | 田中知己                                |
| 第2話  | 先生をナメんなよ              | 4月12日       | 水島総           | 小松伸生                                |
| 第3話  | 中学3年で同棲!?               | 4月19日       | 奥村俊雄         | 田中知己                                |
| 第4話  | 家出、家出、家出・怒るヨ!     | 4月26日       | 布勢博一         | 小松伸生                                |
| 第5話  | 脅迫のラブレター              | 5月3日        | 水島総           | 田中知己                                |
| 第6話  | 3年6組のプレイボーイ          | 5月10日       | 奥村俊雄         | 小松伸生                                |
| 第7話  | 転校生Yの悲劇                 | 5月17日       | 布勢博一         | 小松伸生                                |
| 第8話  | 天才少女Rの白紙答案           | 5月24日       | 布勢博一         | 田中知己                                |
| 第9話  | ツッパリが患ったアヤシイ病気  | 5月31日       | 水島総           | 西本淳一                                |
| 第10話 | 白い制服の反乱                | 6月7日        | 布勢博一         | 小松伸生                                |
| 第11話 | 教育実習生と結婚サギ師と      | 6月14日       | 布勢博一         | 小松伸生                                |
| 第12話 | 兄妹えれじぃ                  | 6月21日       | 布勢博一         | 結城章介                                |
| 第13話 | 今夜はバージン!!              | 6月28日       | 奥村俊雄         | 西本淳一                                |
| 第14話 | 恋に落ちて!みゆきと次郎       | 7月5日        | 奥村俊雄         | 田中知己                                |
| 第15話 | みどりの妊娠                  | 7月12日       | 布勢博一、水島総 | 小松伸生                                |
| 第16話 | 今夜は生放送!モッコリサタデー | 7月19日       | 奥村俊雄         | 田中知己、小松伸生、 西本淳一、小葉松慎 |
| 第17話 | 危険な修学旅行                | 7月26日       | 水島総           | 田中知己、西本淳一                      |
| 第18話 | 修学旅行II・涙の再会          | 8月2日        | 水島総、布勢博一 | 小松伸生                                |
| 第19話 | 先生の不倫発覚!?              | 8月9日        | 布勢博一         | 小葉松慎                                |
| 最終話 | 青い爆死、そして              | 8月16日       | 水島総、布勢博一 | 小松伸生、田中知己                      |

## 付随情報
- 本作の制作を担当した田中知己は、『熱中時代』などの演出を担当した日本テレビのベテラン演出家で、制作担当と兼務だった。
- 本作は本放送終了後、1988年に日本テレビで再放送（関東ローカル枠）が行われて以降は、地上波・BS放送・CS放送を含む放送メディアで一度も放送が行われておらず、映像ソフト化・オンデマンド配信もなされていない。

| 日本テレビ系 土曜グランド劇場 | 日本テレビ系 土曜グランド劇場 | 日本テレビ系 土曜グランド劇場 |
| 前番組                        | 番組名                        | 次番組                        |
| ----------------------------- | ----------------------------- | ----------------------------- |
| 春風一番!                     | 新・熱中時代宣言              | やったぜベイビー!             |